# 纳米AI搜索
纳米AI搜索，简称纳米搜索，是360集团于2024年11月推出的基于大型语言模型等多模态学习技术的搜索及内容创作工具，已发布Android、iOS和鸿蒙原生版本，并提供网页版、PC客户端。该产品支持文字、语音、拍照、视频等多种搜索方式。

## 营销
2025年1月26日，周鸿祎宣布发起纳米AI搜索送百辆新能源汽车回馈活动。该活动后被批评“拉人头做任务，没有诚意套路多”，周鸿祎为此在2月23日道歉，表示接受批评，后续80辆车改为零门槛抽奖。
2025年1月，DeepSeek爆红之际，DeepSeek官方网站因外部网络攻击等因素响应缓慢，周鸿祎于1月28日宣布“无偿为DeepSeek提供全方位网络安全防护”，并于纳米AI搜索开通“DeepSeek高速专线”。2月5日，上市公司三六零发布公告澄清，旗下部分产品进行了DeepSeek接入与本地化部署，公司暂未向DeepSeek提供任何服务。
2025年2月12日，周鸿祎宣布纳米AI搜索已接入DeepSeek-R1联网满血版（671B参数）和DeepSeek-R1高速专线（32B参数），此外集成有豆包、文心一言、通义千问等中国大陆16家大模型厂商的50多款模型，用户可自由切换和实现模型间协作。